# County Fair (1950)
County Fair é um filme norte-americano de 1950, do gênero drama, dirigido por William Beaudine e estrelado por Rory Calhoun, Jane Nigh e Florence Bates. Foi um remake do filme de 1932, The County Fair, que também fora refeito em 1937.